# AFI (banda)
AFI (acrónimo de A Fire Inside) es una banda estadounidense de rock alternativo formada en Ukiah, California, en 1991; integrada por Davey Havok (voz) Jade Puget (guitarra) Hunter Burgan (bajo) y Adam Carson (batería). El grupo comenzó con un estilo hardcore punk de la mano de una importante oleada de dicho género a principios de los años 1990 en California, e influenciados por bandas como The Misfits o Dead Kennedys. Para su segundo álbum de estudio, Very Proud of Ya, AFI firmó un contrato con Nitro Records, un sello orientado a música punk estadounidense. Tiempo más tarde, con Black Sails In the Sunset, que se publicó en 1999, la banda comenzó a desarrollar sonidos más elaborados, con tendencias a la electrónica y a la música gótica de los años 1980, influenciada en gran parte por la llegada de Jade Puget. Posteriormente, lanzaron The Art of Drowning y Sing the Sorrow en el 2000 y 2003 respectivamente. La banda firmó con el sello DreamWorks Records para este último, el cual logró un gran éxito comercial, ya que alcanzó la quinta posición en la lista Billboard 200 y además recibió las certificaciones de platino en Canadá, los Estados Unidos, y la de oro en Australia. En 2006, el grupo lanzó Decemberunderground y debutó en la primera posición en Estados Unidos, no obstante, consiguió vender más de un millón de copias en ese país. En 2009 publicaron su octavo álbum de estudio, Crash Love. El noveno álbum del grupo, Burials, se lanzó en octubre de 2013. El 20 de enero de 2017 lanzaron su décimo disco, AFI (The Blood Album) que llegó al número cinco en la lista Billboard 200.[cita requerida]

## Historia

### Orígenes
AFI nació cuando Davey Havok, Mark Stopholese, Adam Carson y Vic Chalker, estudiando en la preparatoria en Ukiah, California, formaron un proyecto en 1990 para tocar música alternativa. En ese momento la banda no tenía un baterista ni tampoco experiencia en tocar instrumentos. Stopholese entonces sugirió que su amigo Adam Carson se uniese ya que él tenía un set de batería. Stopholese aprendió a tocar la guitarra, mientras que Chalker hizo lo propio con el bajo, y en 1993, lanzaron el EP Dork, con el ahora difunto grupo Loose Change, en el cual estaba el futuro guitarrista del grupo, Jade Puget. Sin embargo Chalker perdió interés y fue reemplazado por el bajista y compositor Geoff Kresge.
AFI se disolvió cuando sus miembros se marcharon a distintas universidades, incluyendo la Universidad de California en Berkeley (donde Havok comenzó pero jamás terminó sus estudios) y la Universidad de California en Santa Bárbara. Más adelante se reunieron para tocar nuevamente juntos, lo que los hizo cambiar de parecer y salir de la Universidad para dedicarse a tiempo completo a la banda. Entre 1993 y 1995 la banda apareció en numerosos EP y vinilos compartidos, como Behind the Times; Eddie Picnic's All Wet; This Is Berkeley, Not West Bay; AFI/Heckle; Bombing the Bay y Fly In the Ointment, dos de ellos junto a otras bandas hardcore como Heckle y Swingin' Utters.

### Primeros álbumes
Tras una serie de conciertos locales y la autopublicación de un EP compartido con sus colegas de instituto, Loose Change (donde tocaba, curiosamente, Jade Puget, el que sería futuro miembro de AFI), la banda publicó su álbum debut, Answer That and Stay Fashionable, lanzado por Wingnut el 1 de agosto de 1995 y relanzado más tarde por Nitro Records. Al año siguiente, Dexter Holland (vocalista de The Offspring) fichó a la banda de Havok en su sello, el anteriormente mencionado Nitro, y con ellos grabaron Very Proud of Ya, su segundo álbum de estudio. La originalidad de sus portadas y su fichaje por Nitro comenzó a suscitar cierto éxito en la escena local californiana.

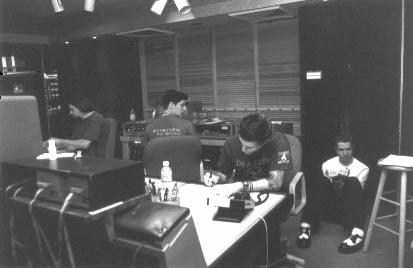
AFI en el estudio Art of Ears en Hayward, California, durante la grabación de Black Sails In the Sunset.

 En 1997 y poco antes del lanzamiento de su tercer disco, Kresge dejó la formación siendo sustituido por Hunter Burgan en el bajo. El 11 de noviembre de 1997 salió al mercado Shut Your Mouth and Open Your Eyes. El álbum fue el primer paso en la progresión de la banda hacia un sonido muy distante al original, el horror punk. Ese mismo año, Nitro relanzó Answer That And Stay Fashionable, dado que la edición de Wignut había quedado fuera de mercado. En 1998 AFI lanzó A Fire Inside EP, publicado por Adeline Records. Una vez grabado este, expulsaron a Stopholese de la banda. Los miembros de AFI prefirieron no decir nada sobre el porqué de su expulsión y hoy en día sigue sin conocerse los motivos de su marcha. Es entonces cuando entró el actual guitarrista de AFI, Jade Puget. Puget había estado en Redemption 87 (junto con el cantante de la actual banda The Nerve Agents) y en Loose Change. Trajo consigo un nuevo sonido y canciones más completas con interludios y cambios de ritmos más agresivos. La nueva formación y las nuevas tendencias que trajo Puget se plasmaron en 1999 con el disco Black Sails In the Sunset. Este álbum marcó el rumbo de la transición musical de la banda, con un sonido más oscuro y agresivo que el anterior, incluyendo también temas lentos con riffs melódicos. Además, cuenta con la colaboración estelar de Holland. No obstante, ese mismo año salió al mercado All Hallow's EP. 
En el año 2000, Nitro Records publicó el quinto álbum de estudio de la banda, The Art of Drowning, un disco decisivo que acercó a muchas personas a AFI por su sonido hardcore alternando entre temas con toques old school, melódicos, a la vez que rápidos y letras con un toque de horror punk. La banda ganó gran popularidad gracias al éxito de su sencillo «The Days of the Phoenix», canción que los introdujo de lleno en las listas musicales de las emisoras más importantes del rock moderno, y «Totalimmortal», canción incluida en el All Hallow's EP y que versionaría más tarde The Offspring. En 2002, lanzaron el primer y único vinilo de diez pulgadas, 336.

### Éxito internacional

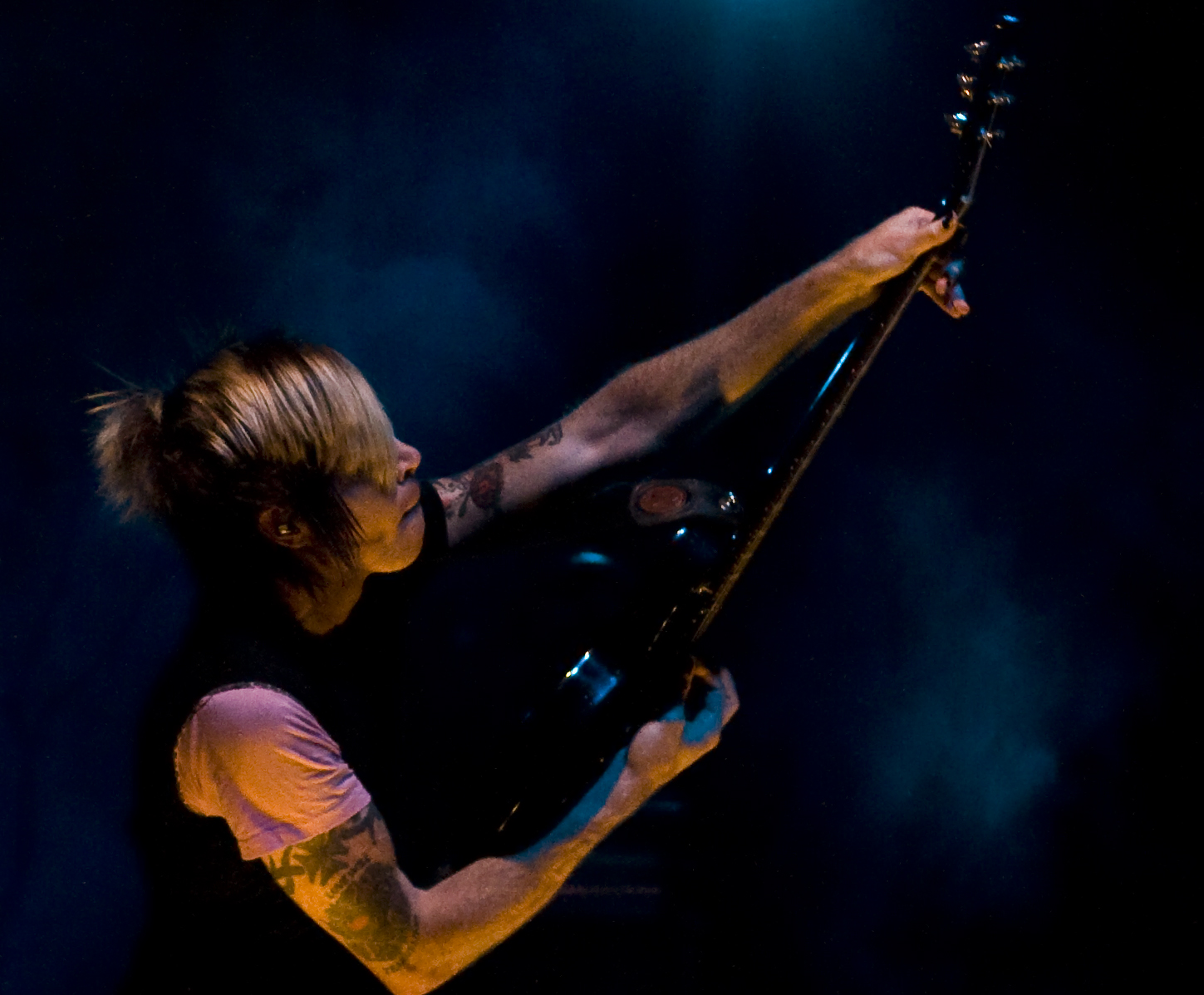
El sonido de AFI experimentó una importante progresión con la adición del guitarrista Jade Puget.

Para su siguiente álbum, Sing the Sorrow, la banda contó con el apoyo en la producción del mítico Butch Vig (productor del Nevermind de Nirvana, entre otros) y Jerry Finn (productor de Blink-182, +44 o Green Day). Además, la banda firmó un contrato con la multinacional DreamWorks Records tras cinco álbumes con Nitro Records. Este álbum muestra un sonido más alternativo, dark/goth dejando ya de lado el hardcore punk original por nuevos toques electrónicos. La banda continuó logrando gran éxito con sus sencillo, «Girl's Not Grey», «The Leaving Song Pt. II» y «Silver and Cold», logrando un acceso más amplio a las masas que el que les ofrecía el hardcore. El primero de ellos, alcanzó el puesto número siete en la lista Modern Rock Tracks, el segundo el puesto dieciséis, mientras que el tercero, también llegó a la posición número siete. Precisamente «Girl's Not Grey», obtuvo con su video un premio en la categoría MTV2 de los MTV Video Music Awards de 2003, lo que, posiblemente, refleja su incursión en el mainstream. El disco vendió más de un millón de copias en los Estados Unidos, por lo que la Recording Industry Association of America (RIAA) lo certificó con un disco de platino. No obstante, la Canadian Recording Industry Association (CRIA) también lo acreditó con un disco de platino tras vender 100 000 copias, mientras que la Australian Recording Industry Association (ARIA) le otorgó un disco de oro.
En junio de 2006 AFI lanzó Decemberunderground, su séptimo álbum de estudio, en el cual dejaron atrás muchas influencias y comenzaron a tener un sonido más electrónico, junto a riffs más elaborados, y comienzan a hacer una gran campaña publicitaria en cadenas musicales como MTV y Fuse. El disco lo publicó Interscope Records y logró un gran éxito en las listas musicales y en la crítica, donde alcanzó el puesto número uno en el Billboard 200. De dicho álbum se desprendieron los sencillos «Miss Murder», «Love Like Winter», «The Missing Frame» y «Summer Shudder». Posteriormente, la RIAA lo certificó con un disco de platino y la ARIA lo acreditó con un disco de oro.
En diciembre de 2006, AFI editó su primer DVD titulado I Heard a Voice, concierto que tuvo lugar en el Long Beach Arena, y que cuenta con temas variados de su discografía, en uno de los cuales aparece como artista invitado, el cantante de Tiger Army, Nick 13. Entre los extras del DVD aparecen entrevistas a los miembros del grupo y del Despair Faction. AFI participó en el Guitar Hero III con la canción «Miss Murder», y, a través de completar niveles en el juego, se puede escuchar la canción «Carcinogen Crush». Además, en Guitar Hero 5 participaron con el sencillo «Medicate», del el octavo disco de estudio de la banda, Crash Love, el cual se lanzó el 29 de septiembre de 2009.

### Burials(2013)

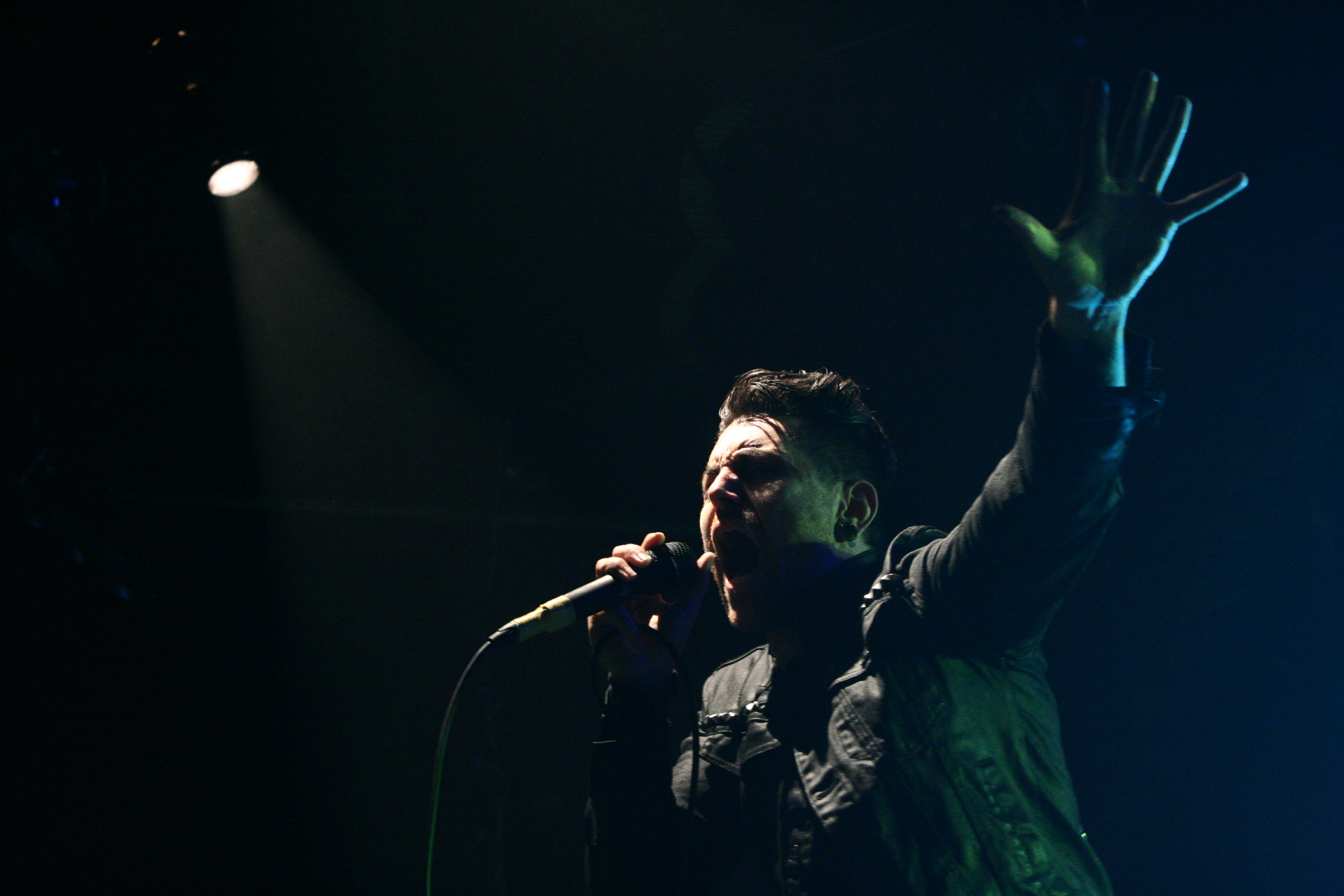
Davey Havok, vocalista de la banda, en una presentación de AFI en octubre de 2013.

El 17 de abril de 2013, AFI subió un video a su cuenta oficial en YouTube; dicho clip muestra a Davey Havok visto desde atrás mientras camina en cámara lenta por un largo pasillo hacia una puerta. Cuando Havok llega al final, abre la puerta, y se encuentra con el resto de los integrantes de la banda. El video termina con el texto «A Fire Inside» y «septiembre de 2013». Al clip le siguieron múltiples videos crípticos de no más de dos minutos de duración con misteriosas y oscuras escenas. Posteriormente, la banda confirmó su participación en la alineación del Riot Fest en Chicago y Denver, compartiendo cartel con otras bandas de renombre como Blink-182, Rancid, Fall Out Boy, entre otras. A fines de junio de 2013, AFI confirmó que había firmado con el sello Republic Records (una subdivisión de Universal Records), y Havok declaró respecto a ello: 

«Estamos encantados de unirnos a la familia de Republic [Records] para el lanzamiento de nuestro noveno disco. Hemos pasado más de dos años realizando este álbum y no podríamos estar más emocionados de compartirlo con todos».

A mitad de julio de 2013, confirmaron «I Hope You Suffer» como el primer sencillo de su noveno álbum de estudio. El 23 de julio de 2013, se lanzó en iTunes; no obstante, su video musical se estrenó el 30 de ese mes en el canal Vevo de la banda en YouTube. El mismo día en que se publicó el primer sencillo, Havok dio una entrevista a Rolling Stone, en donde habló del proceso de escritura del álbum, él dijo: «La escritura nunca ha sido casual para nosotros. [La forma de componer] fue similar a la de nuestro último álbum en la manera de que trabajamos todos los días. Pero en esta ocasión, yo había estado viviendo a pocos kilómetros de Jade, y nos vimos todos los días durante alrededor de un año hasta que el álbum estuvo hecho». En dicha entrevista se reveló el título del disco, Burials, y su fecha de lanzamiento, el 22 de octubre de 2013. El segundo sencillo del disco, «17 Crimes», se publicó el 6 de agosto, y su video el 16 de dicho mes. Un remix de esta canción, que realizó La Riots, apareció en la banda sonora de la película Cazadores de sombras: Ciudad de hueso.

### The Blood Album
The Blood Album es el décimo álbum de estudio de la banda estadounidense AFI, lanzado el 20 de enero de 2017 bajo el sello Concord Music. El álbum fue precedido por los sencillos "Snow Cats" y "White Offerings", lanzados el 28 de octubre de 2016.

### Bodies
Tras el lanzamiento de The Blood Album en 2017, AFI volvió a los estudios para trabajar en su undécimo álbum de estudio. El resultado fue Bodies, publicado el 11 de junio de 2021 a través del sello Rise Records. El disco marcó una evolución en el sonido de la banda, incorporando influencias del goth-rock, synth-pop y post-punk, con guiños a grupos como Joy Division y The Cure. El álbum fue precedido por el sencillo "Twisted Tongues" y recibió comentarios que destacaban su equilibrio entre la experimentación y la nostalgia por su etapa clásica. Uno de los temas más destacados, "Dulcería", fue coescrito junto a Billy Corgan de The Smashing Pumpkins. Con Bodies, AFI buscó renovar su propuesta musical y dejar atrás la percepción de pertenecer exclusivamente a un nicho juvenil.

### Silver Bleeds the Black Sun...
El 11 de marzo de 2023, AFI interpretó Sing the Sorrow completo por primera y última vez en el Kia Forum, coincidiendo con el 20.º aniversario del álbum, con Jawbreaker, Chelsea Wolfe y Choir Boy como teloneros. Tras una gira como teloneros de Green Day en marzo de 2025, la banda anunció su duodécimo álbum de estudio Silver Bleeds the Black Sun..., cuyo lanzamiento está previsto para octubre de 2025 a través de Run for Cover Records, lo que marca su primer lanzamiento con el sello.

## Proyectos paralelos
Los integrantes de AFI mantienen una prolífica vida musical paralela al grupo. Especialmente su líder, Davey Havok, quien en 2001 comenzó Blaqk Audio junto a Jade Puget. El proyecto es un grupo de música electrónica a los que se les ha catalogado como electropop, synth pop, futurepop, techno, EBM, industrial o darkwave. Ellos han lanzado dos álbumes de estudio, en 2007 publicaron CexCells mediante Interscope Records, y en 2012 Bright Black Heaven, mediante el sello Superball Music.
Un año antes de la creación de Blaqk Audio, Todd Youth, guitarrista de bandas como Danzig o Agnostic Front, fundó el supergrupo de horror punk Son of Sam en el año 2000. Havok fue invitado por Youth para convertirse en el vocalista de la nueva banda y lanzar su primer álbum, Songs from the Earth, lanzado por Nitro Records (sello que precisamente aún contaba con AFI como uno de sus artistas). En diciembre de 2007, Horror High (una de las discográficas de Son of Sam) anunció que Havok no volvería a asumir las voces de la banda debido a la falta de tiempo que le dejaba AFI. Hunter Revenge, por su parte, es el proyecto paralelo del bajista Hunter Burgan. Lanzó un disco homónimo en 2001. Adam Carson, el único integrante junto a Havok de la formación original de 1991, colaboró durante cinco años con la banda de punkabilly Tiger Army, grabando dos álbumes con ellos. Con Tiger Army ha colaborado en varias ocasiones el propio Havok como en el álbum homónimo de 1999, en Power of Moonlite y Music from Regions Beyond, prestando su voz en los coros. También Jade Puget colaboró con esta banda, mezclando un tema del disco Music from Regions Beyond. Tanto Carson como Havok coincidieron en Tiger Army con su excompañero Geoff Kresge, el que fuera guitarrista de AFI, que está en Tiger Army desde 1997.

## Miembros
Miembros actuales
- Davey Havok - Voz (1991-presente)
- Jade Puget - Guitarra, Coros, Sintetizador (1998-presente)
- Hunter Burgan - Bajo, Piano, Coros (1997-presente)
- Adam Carson - Batería, Percusión, Coros (1991-presente)

Miembros antiguos
- Mark Stopholese - Guitarra, Coros (1991-1998)
- Geoff Kresge - Bajo, Coros (1992-1997)
- Vic Chalker - Bajo (1991-1992)

## Discografía
Álbumes de estudio
- 1995: Answer That and Stay Fashionable
- 1996: Very Proud of Ya
- 1997: Shut Your Mouth and Open Your Eyes
- 1999: Black Sails In the Sunset
- 2000: The Art of Drowning
- 2003: Sing the Sorrow
- 2006: Decemberunderground
- 2009: Crash Love
- 2013: Burials
- 2017: AFI (The Blood Album)
- 2021: Bodies
- 2025: Silver Bleeds the Black Sun...